# Bremiola sphaerophysae
Bremiola sphaerophysae är en tvåvingeart som beskrevs av Fedotova 1990. Bremiola sphaerophysae ingår i släktet Bremiola och familjen gallmyggor.
Artens utbredningsområde är Kazakstan. Inga underarter finns listade i Catalogue of Life.